# Caio Torres
Caio Aparecido Da Silveira Torres (São Paulo, 3 de junio de 1987) es un baloncestista brasileño. Juega de pívot actualmente en el Sorocabana del Novo Basquete Brasil.

## Trayectoria

### Clubes
| Club                   | País      | Año             |
| ---------------------- | --------- | --------------- |
| EC Pinheiros           | Brasil    | 2002 - 2004     |
| CB Guadalajara         | España    | 2004 - 2005     |
| Paulistano             | Brasil    | 2005            |
| MMT Estudiantes        | España    | 2005 - 2008     |
| Melilla Baloncesto     | España    | 2008 - 2009     |
| Vive Menorca           | España    | 2009 - 2011     |
| Flamengo               | Brasil    | 2011 - 2013     |
| São José Basketball    | Brasil    | 2013 - 2015     |
| Bucaneros de La Guaira | Venezuela | 2015            |
| Paulistano             | Brasil    | 2015 - 2016     |
| Mogi das Cruzes        | Brasil    | 2016 - 2018     |
| Ciclista Olímpico      | Argentina | 2018            |
| Vasco da Gama          | Brasil    | 2018 - 2019     |
| EC Pinheiros           | Brasil    | 2019 - 2020     |
| Universo Brasilia      | Brasil    | 2020 - 2021     |
| São Paulo              | Brasil    | 2021            |
| Sorocabana             | Brasil    | 2022 - Presente |

## Selección nacional
Torres disputó diversos torneos con la selección de baloncesto de Brasil, incluyendo el Campeonato FIBA Américas de 2005, la Copa Mundial de Baloncesto de 2006, los Juegos Panamericanos de 2007 y los Juegos Olímpicos de 2012.